# Paul Stadler
Paul Stadler (25. července 1875, Jeseník – 22. října 1955, Bad Wildungen) byl slezský sochař.

## Život
Stadler vystudoval odbornou řezbářskou školu ve Vrbně pod Pradědem a Uměleckoprůmyslovou školu ve Vídni. Poté studoval sedm let na vídeňské Akademii v mistrovském ateliéru Edmunda von Hellmera. Po ukončení studií učil jeden rok na reálce v Opavě, od roku 1905 byl učitelem a v letech 1920–1937 ředitelem na Zemské odborné škole pro mramorářský průmysl v Supíkovicích.

## Dílo
Stadler tvořil zprvu v duchu akademického realismu. Pozdější reliéfy ženských postav zahalených řízou byly ovlivněné antikou a Feidiovým stylem mokré drapérie. Vyznačují se živostí a smyslově bezprostředním uchopením skutečnosti.
Většina jeho prací byla provedena v carrarském nebo slezském mramoru.
Nejvýznamnějším dílem Paula Stadlera byl Goethův památník v Jeseníku. Tvořila ho jednoduchá, téměř funkcionalistická zeď, dělená rizality, s vyvýšenou střední částí a lavicemi a sloupy po stranách. Střední a postranní části byly zdobeny reliéfy, postranní sloupy maskami Komedie a Tragédie. Objekt zničili noví přistěhovalci do pohraničí v roce 1945, jeho části byly nalezeny v šatně tenisových kurtů..
Plastiky Paula Stadlera jsou mimo severomoravský region také v Jihlavě, Praze a Vídni.

### Realizace (výběr)
- 1908 Císař František josef I., reliéf,[5] Muzeum Jeseník
- 1908 Náhrobek starosty Emila Rochowanského, mramor, Opava
- Náhrobek ležící dívky[5]
- Náhrobek E. Wawrzykové (klečící žena), Jeseník
- Stojící žena ze zadního pohledu[5]
- Klečící bojovník[6]
- 1927 Pomník Franze Schuberta v Krnově[7]
- Busta Vincenze Priessnitze (mramor), Lázně Jeseník[8]
- 1934 Památník J. W. Goetha, Josefská zahrada v Jeseníku
- 1935-37 Náhrobek s postavou Krista, hrobka podnikatele Liemerta v Mikulovicích[5]
- Raumann (Plakette), hřbitov Poppelsdorf